# Plácido Fleitas
Plácido Fleitas Hernández (Telde, 8 de junio de 1915-Las Palmas de Gran Canaria, 13 de diciembre de 1972) fue un escultor español. Recuperó aspectos esenciales del arte prehispánico y sus cabezas de mujeres del sur representan la esencia del arte indigenista canario.

## Biografía
Su familia, de humilde origen campesino, inmigró a Las Palmas en 1919. Plácido estudió en la Academia Municipal de esta capital y trabajó en un taller de carpintería. En 1930 entró en la Escuela de Luján Pérez, aprendiendo modelado en barro con Eduardo Gregorio. Durante la Guerra Civil es movilizado a Fuerteventura donde comienza a reflejar su pasión por el arte aborigen canario en la piedra grisácea de Tindaya. En 1950, a raíz de una exposición en las Galerías Layetanas de la Ciudad Condal conoce el ideario vanguadista del grupo Dau al Set. En 1951 viaja a París con una beca del Instituto Francés, hace amistad con Óscar Domínguez, entrando en contacto con la abstracción informalista. De regreso a Canarias, funda con Manolo Millares, Juan Ismael y Felo Monzón el grupo Los Arqueros del Arte Contemporáneo (LADAC). A partir de 1957, sin dejar la investigación étnica, su obra es primordialmente abstracta. En 1965 el Museo Municipal de Santa Cruz de Tenerife le dedicó una exposición antológica. En 1966 fue becado por la Fundación Juan March. Fallece en Las Palmas de Gran Canaria en 1972.
Trabajó al aire libre, realizando tallas directas en los lugares de los que eran originarios los materiales. Resulta memorable su serie de "Muchachas del sur" por la estilización y la suavidad en los contornos; y en el campo de la abstracción, la interpretación mágica de la naturaleza; el hueco, no como vacío, sino para resaltar el volumen que lo rodea. Su obra está representada en el Centro de Arte Reina Sofía, en el Museo Eduardo Westerdahl de Santa Cruz de Tenerife, en el Museo Canario y en la Casa de Colón de Las Palmas.

## Exposiciones
- 1935: Primera exposición individual organizada por él mismo en un local de la Plaza de Las Ranas que fue presentada por Fray Lesco.
- 1943: Primer premio en la I Bienal de Artistas Canarios de El Gabinete Literario con su bajorrelieve Piedad.
- 1944: Con su obra Éxtasis (en piedra de Tindaya) participa en la Exposición Provincial de Bellas Artes organizada por el Gabinete Literario de Las Palmas.
- 1947: Participa en la exposición de Arte Español Contemporáneo en el Museo Nacional de Bellas Artes de Buenos Aires.
- 1949: Exposición en el Museo de Arte Moderno de Madrid y en las Galerías Layetanas de Barcelona.
- 1952: Participa en la IV Exposición de Arte Contemporáneo organizada por el grupo LADAC en El Museo Canario.
- 1961: Exposición individual en la Galerie Hybler de Copenhague (Dinamarca) y en la Galerie du Colisée, París.
- 1962: Nueva exposición en Dinamarca y obtención del Premio de Honor en la X Bienal de Artistas Canarios del Gabinete Literario.
- 1964: Exposición individual en las Galerías Syra de Barcelona.

Exposición en el Ateneo de Madrid.
- 1965: Exposición individual en el Museo Municipal de Santa Cruz de Tenerife.

## Enlaces
- Guía de Gran Canaria.
- Semblanza en Revista Tara. (enlace roto disponible en Internet Archive; véase el historial, la primera versión y la última).
- Escultores canarios del siglo XX. Página del GEVIC.

- Datos: Q6080916